# 프래그먼트 오브 언 엠파이어
프래그먼트 오브 언 엠파이어(Oblomok imperii, Fragment of an Empire)는 러시아(구 소련)에서 제작된 프리드릭 어믈러 감독의 1929년 드라마 영화이다. 에밀 갈 등이 주연으로 출연하였다.

## 출연

### 주연
- 에밀 갈